# Land Rover Discovery
Land Rover Discovery (укр. Ленд Ровер Діскавері) — SUV, що виробляються компанією Land Rover з 1989 року.

## Land Rover Discovery Серія 1 (1989—1999)

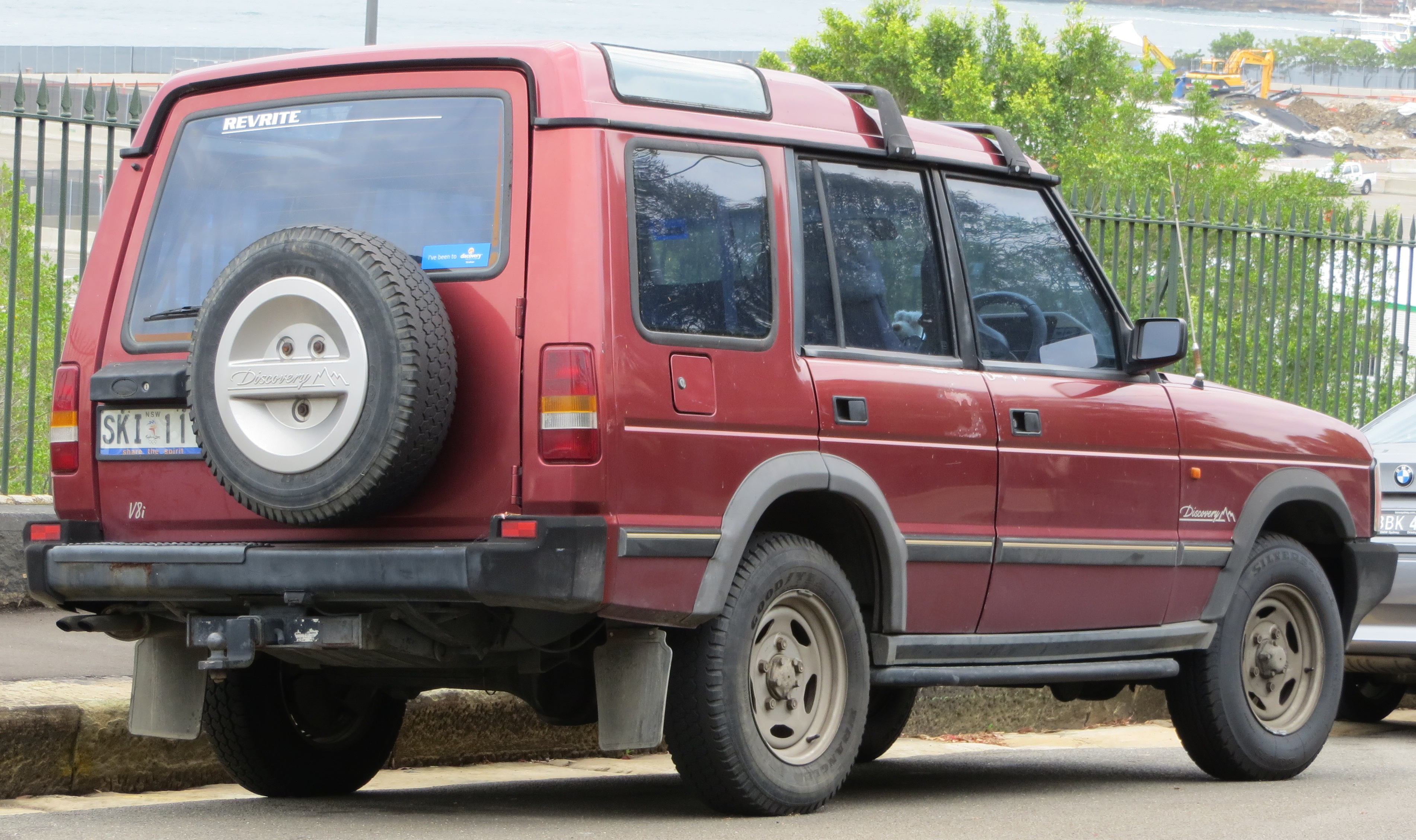
Land Rover Discovery 1 (1990—1994)

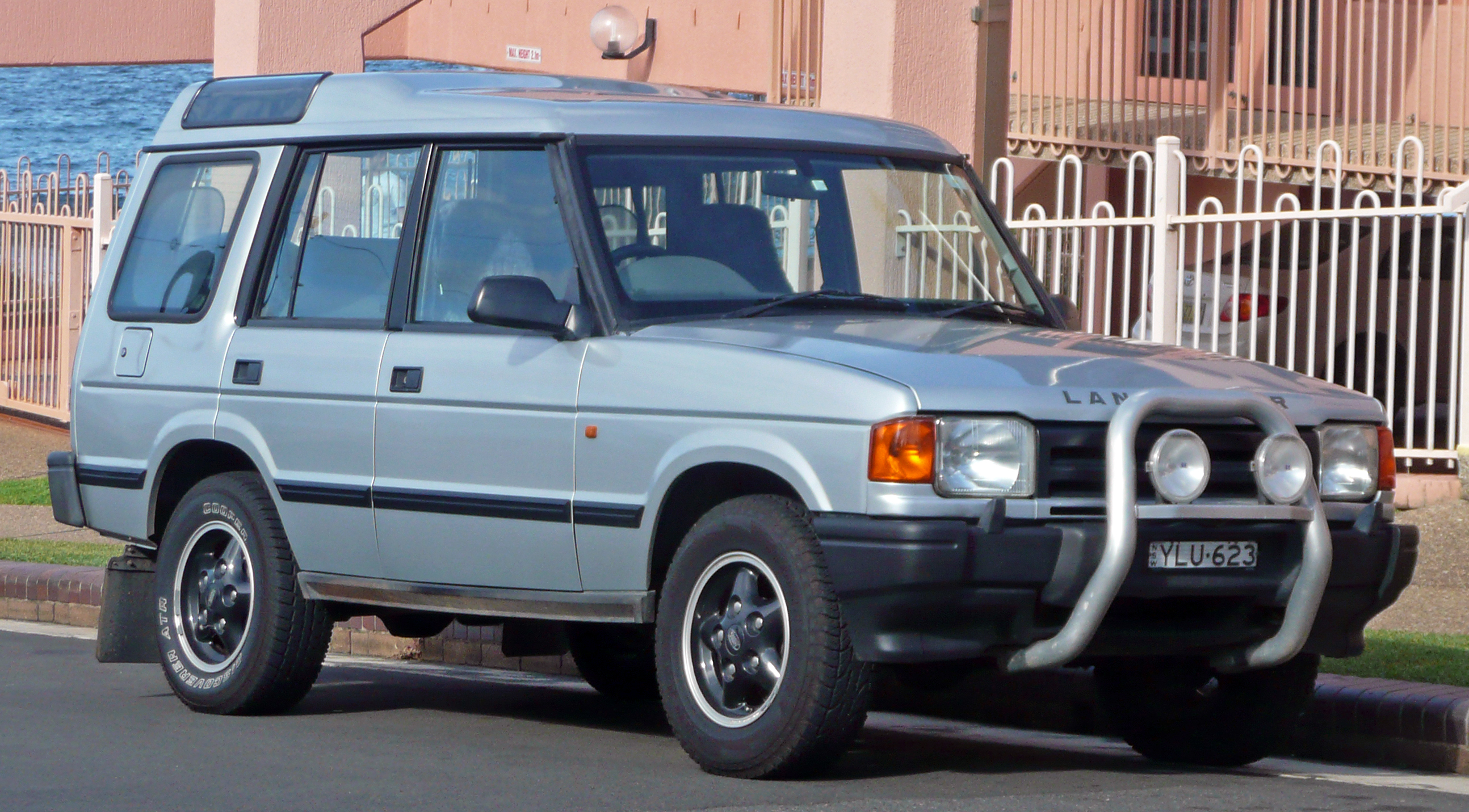
Land Rover Discovery 1 (1994—1999)

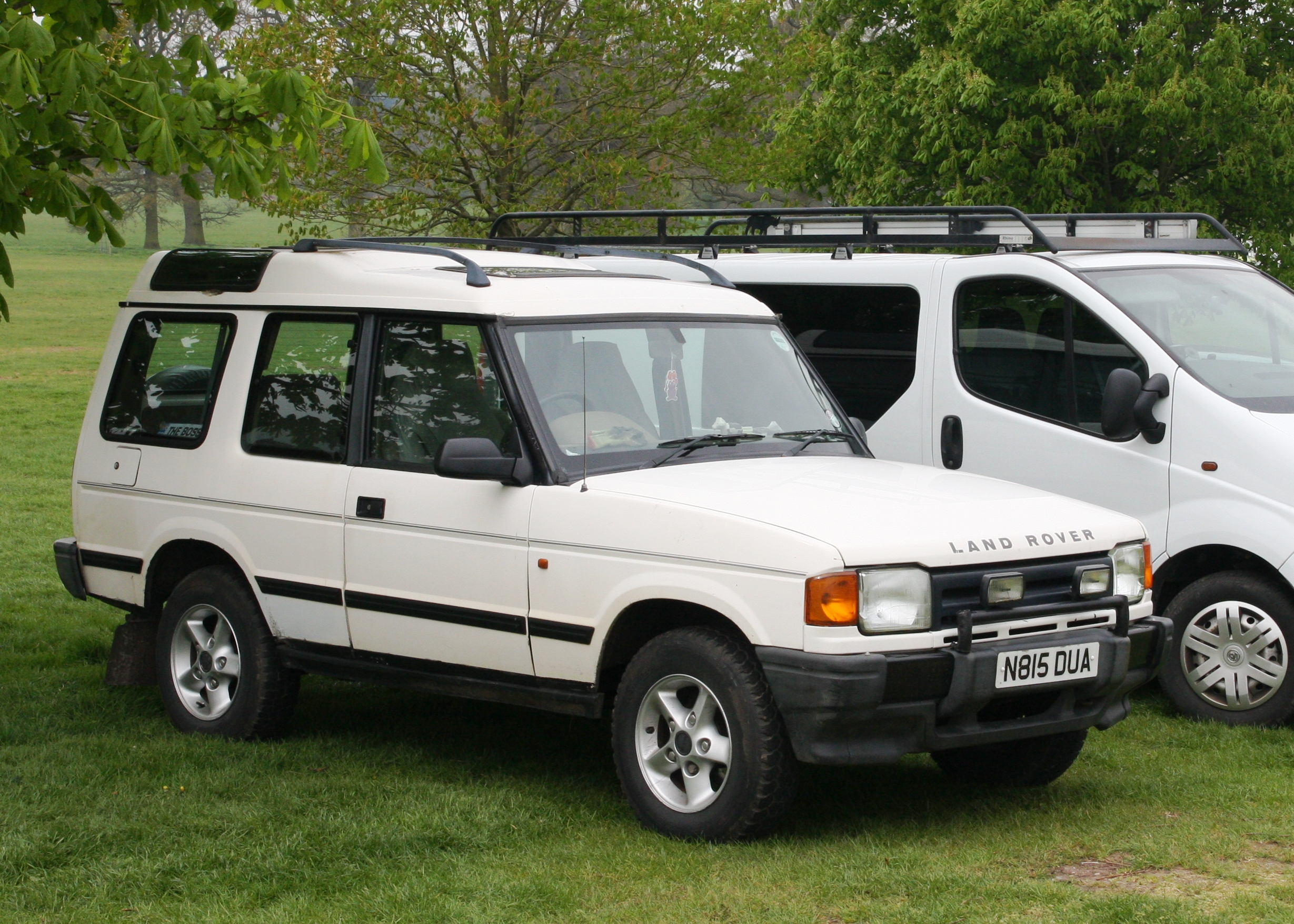
Land Rover Discovery 1 3-дв. (1994—1999)

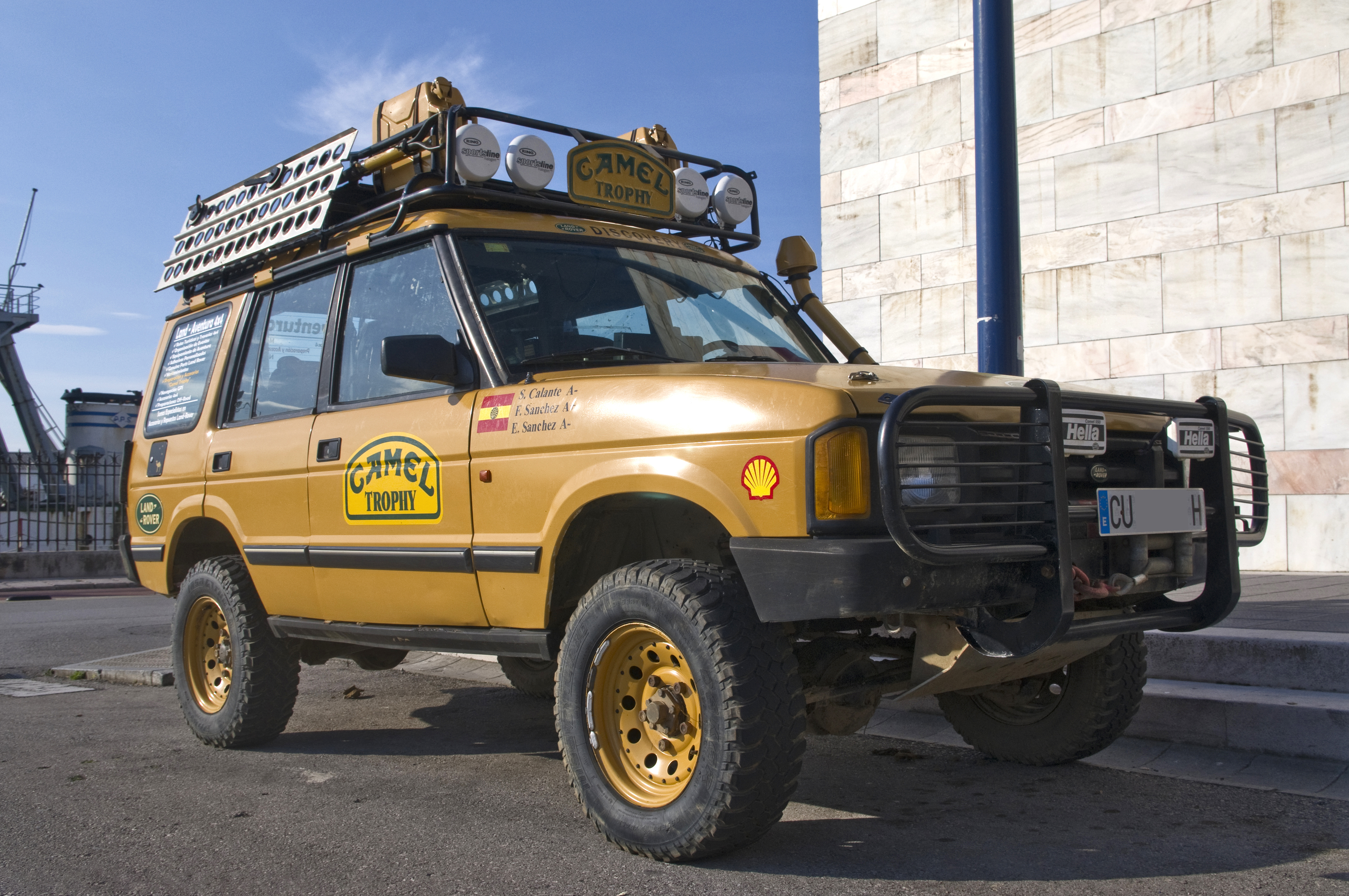
Land Rover Discovery Series I Camel Trophy

В 1980 роках почали розробляти 7-місний позашляховик під кодовою назвою Project Jay.
Передні квадратні фари взяли від фургона Freight Rover, задні — від «каблучка» Austin Maestro van. Силовий агрегат, рама і трансмісія, лобове скло, моторний щит і двері були без змін запозичені в Range Rover.
Серійний автомобіль під назвою Discovery показали у Франкфурті у вересні 1989 року. Спочатку був представлений варіант з тридверним кузовом і лише через рік з'явився п'ятидверний. Треба відзначити, що колісна база у обох варіантів однакова і становить 2540 мм. У кузові автомобіля широко використовувався алюміній (з нього виконані капот, передні і задні крила, зовнішні накладки на двері).
Кузов закріплений на міцній рамі. Пружинна підвіска передніх і задніх коліс виконана за традиційною для позашляховика схемою. Це нерозрізні балки мостів, закріплені на важелях. На Discovery застосовані дискові гальмівні механізми на всіх колесах, що для позашляховиків кінця 80-х років було явищем досить рідкісним. Ефективність гальмівної системи відмінна і забезпечує автомобілю невеликий гальмівний шлях навіть при буксируванні важкого причепа.
На перший Discovery встановлювали бензинові двигуни об'ємом 2,0 л (136 к.с.), 3,5 л (152 к.с.) і 3,9 л (182 к.с.), а також дизель об'ємом 2,5 л (107 к.с., 111 к.с. або 113 к.с. в залежності від року випуску і налаштування). Для Discovery пропонувалася автоматична і механічна трансмісія. Спочатку на автомобілі застосовувалася механічна КПП з заводським індексом LT77.
Одним з головних достоїнств Discovery є постійний повний привід (full-time 4WD). Для розподілу моменту по «осях» при їзді в бездоріжжі в роздавальній коробці застосований міжосьовий диференціал, що блокується.
Land Rover Discovery першого покоління пережив дві модернізації. Перша відбулася в кінці 1992 року, а друга — в кінці 1994 року. Крім того, в період з 1992 по 1995 рік Discovery продавався в Японії під ім'ям Honda Crossroad.
У 1995 році обсяги виробництва Land Rover вперше перевищили цифру 100,000 автомобілів на рік. Бестселером став Discovery, і лінійка поповнилася моделлю з 2.0-літровим чотирициліндровим бензиновим двигуном, яка дозволяла власнику скористатися податковими пільгами, передбаченими європейською системою оподаткування. Крім того, з'явилася також модель Discovery з 3.9-літровим V8 та нова МКПП R380, що має до того ж синхронізовану задню передачу.
Discovery завоював велику популярність серед людей, що ведуть активний спосіб життя. Чималу дещицю в популяризацію Discovery внесли змагання Camel Trophy, де автомобіль отримав репутацію кращого підкорювача бездоріжжя. Для змагань Camel Trophy випускалася спеціальна версія автомобіля, що називалася Land Rover Discovery for Camel Trophy Special. Вона відрізнялася, крім яскраво-жовтого кольору кузова, ще й наявністю спеціальних позашляхових пристроїв і аксесуарів: наприклад, виносним повітрозабірником, потужним багажником, лебідкою, додатковим освітленням («люстра») і багатьом іншим.
Всього виготовили 392 443 автомобілів першого покоління.

### Двигуни
- 2.0 л T-Series I4
- 3.5 л Rover V8
- 3.9 л Rover V8
- 4.0 л Rover V8
- 2.5 л 200Tdi I4-T (diesel; 1989–94)
- 2.5 л 300Tdi I4-T (diesel; 1994–98)

## Land Rover Discovery Серія 2 (1998—2004)

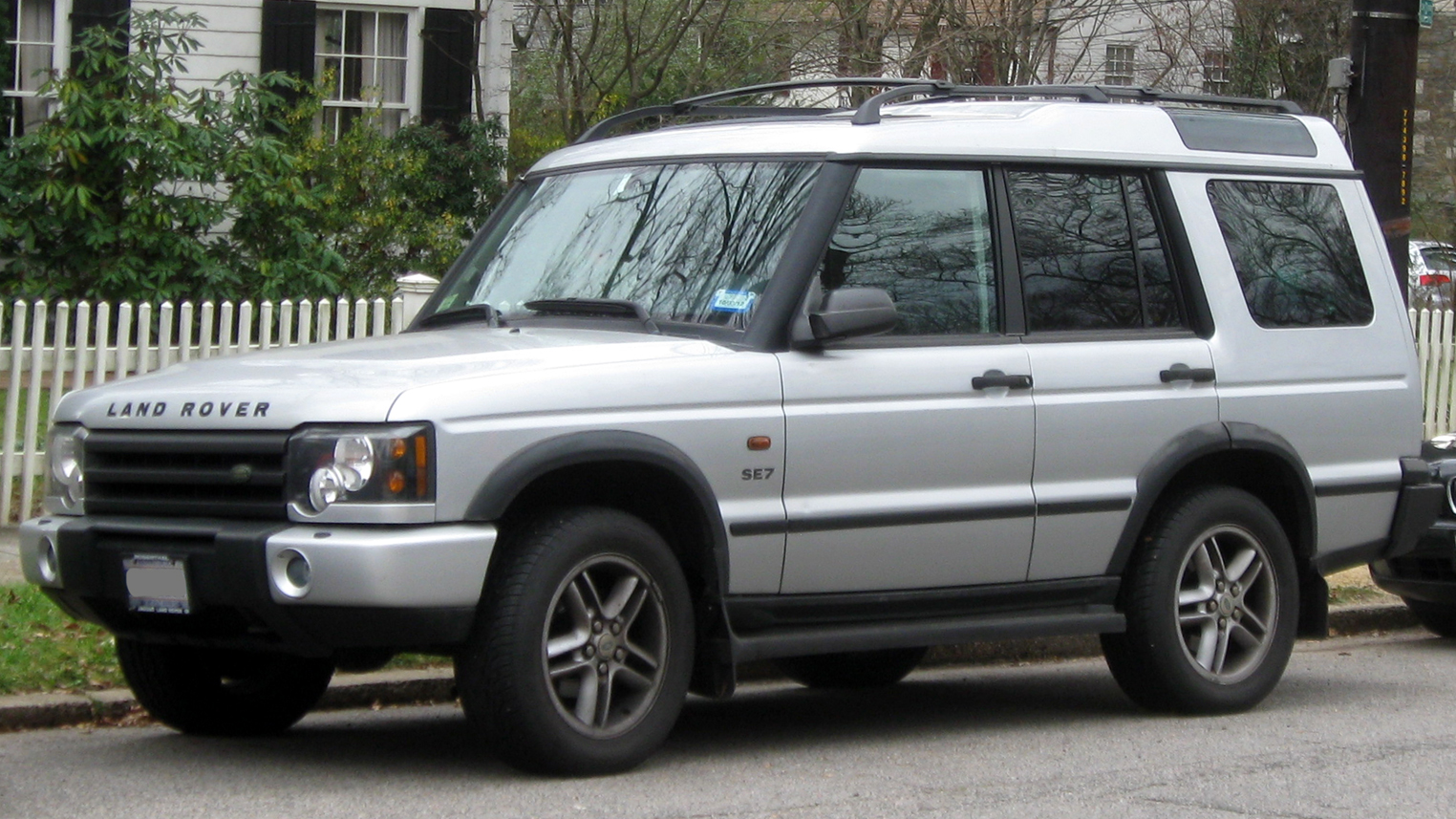
Land Rover Discovery 2 (2002—2004)

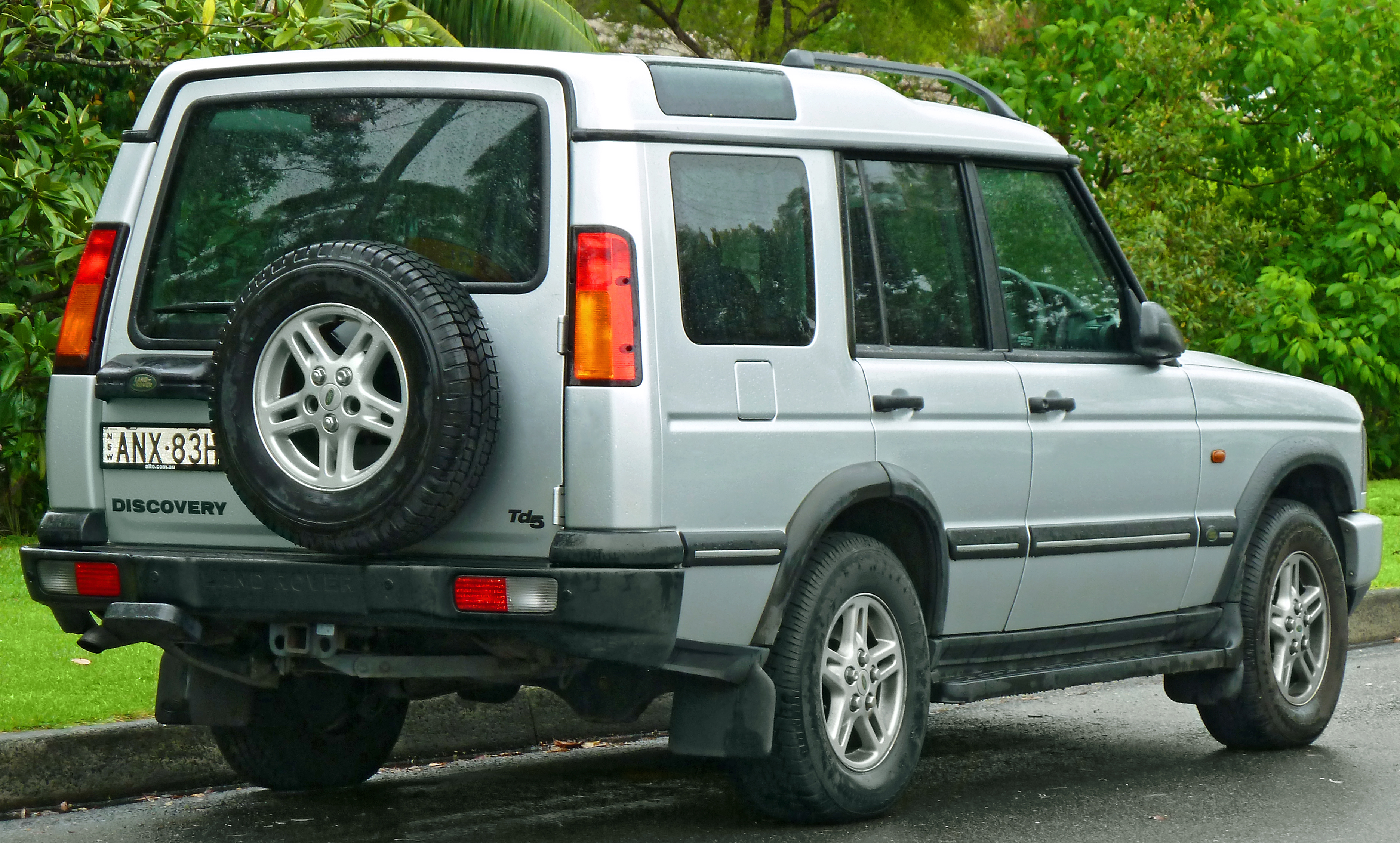
Land Rover Discovery 2 (2002—2004)

Друге покоління Land Rover Discovery з'явилося в 1998 році. Зовні він виявився дуже схожий на моделі першого покоління, однак насправді конструкція зазнала глобальної переробки. Відрізнити новачка від ветерана найлегше завдяки подовженому задньому звису, новій передній частині кузова, а також по високо розташованим заднім ліхтарям.
Discovery II помітно більший і ширший. Колісна база залишилася колишньою, але довжина збільшилася на цілих 18 см. Завдяки цьому в салоні вдалося розмістити два спрямованих по ходу сидіння третього ряду замість відкидних. Але головні відмінності, звичайно, в технічній частині.
Основи позашляхової ідеології Discovery II залишилися незмінні — рамна конструкція і залежні підвіски з жорсткими мостами спереду і ззаду. Однак принципово іншою стала система повного приводу. Як і раніше, в ній використовується постійний привід на всі колеса, але тепер міжосьовий диференціал став вільним, а необхідність його блокування замінює електронна система контролю тягового зусилля ETS, яка пригальмовує колеса, що буксують.
Стандартом для всіх виконань Discovery стали чотириканальна ABS з електронним розподілом гальмівних зусиль і система (HDS) Hill Descent Control, що обмежує швидкість руху на крутих спусках. Дві найбільш дорогі модифікації Discovery II отримали пневматичну задню підвіску, яка автоматично підтримує рівень кузова над дорогою незалежно від ступеня завантаження автомобіля і дозволяє трохи піднімати його в складних ситуаціях на бездоріжжі.
Передній і задній мости підвішені на двох поздовжніх важелях. Ззаду для сприйняття поперечних зусиль використовується механізм Ватта, тоді як спереду встановлюється більш звична тяга Панара. У комплектацію версії з пневмопідвіскою входить також система (АСЕ) Active Cornering Enhancement, що змінює жорсткість стабілізаторів поперечної стійкості. Складна електронно-гідравлічна система покликана вирішити протиріччя між необхідністю забезпечити великі ходу підвіски при русі по бездоріжжю і бажанням зменшити крен в поворотах в звичайних умовах.
Нова система повного приводу не у всіх шанувальників знайшла позитивний відгук. Тому після модернізації автомобіля, що відбулася в 2002 році, Discovery отримав перевірені часом механічні блокування диференціала.
Discovery II володів бензиновими двигунами V8 об'ємом 4,0 л (185 к.с.), 4,6 л (220 к.с.) і дизельним, об'ємом 2,5 л (138 к.с.).
Всього виготовили 278 570 автомобілів Dicovery 2.

### Двигуни
- 4.0 л Rover V8
- 4.6 л Rover V8
- 2.5 л Td5 I5 (diesel)

## Land Rover Discovery 3/ LR3 (2004—2009)

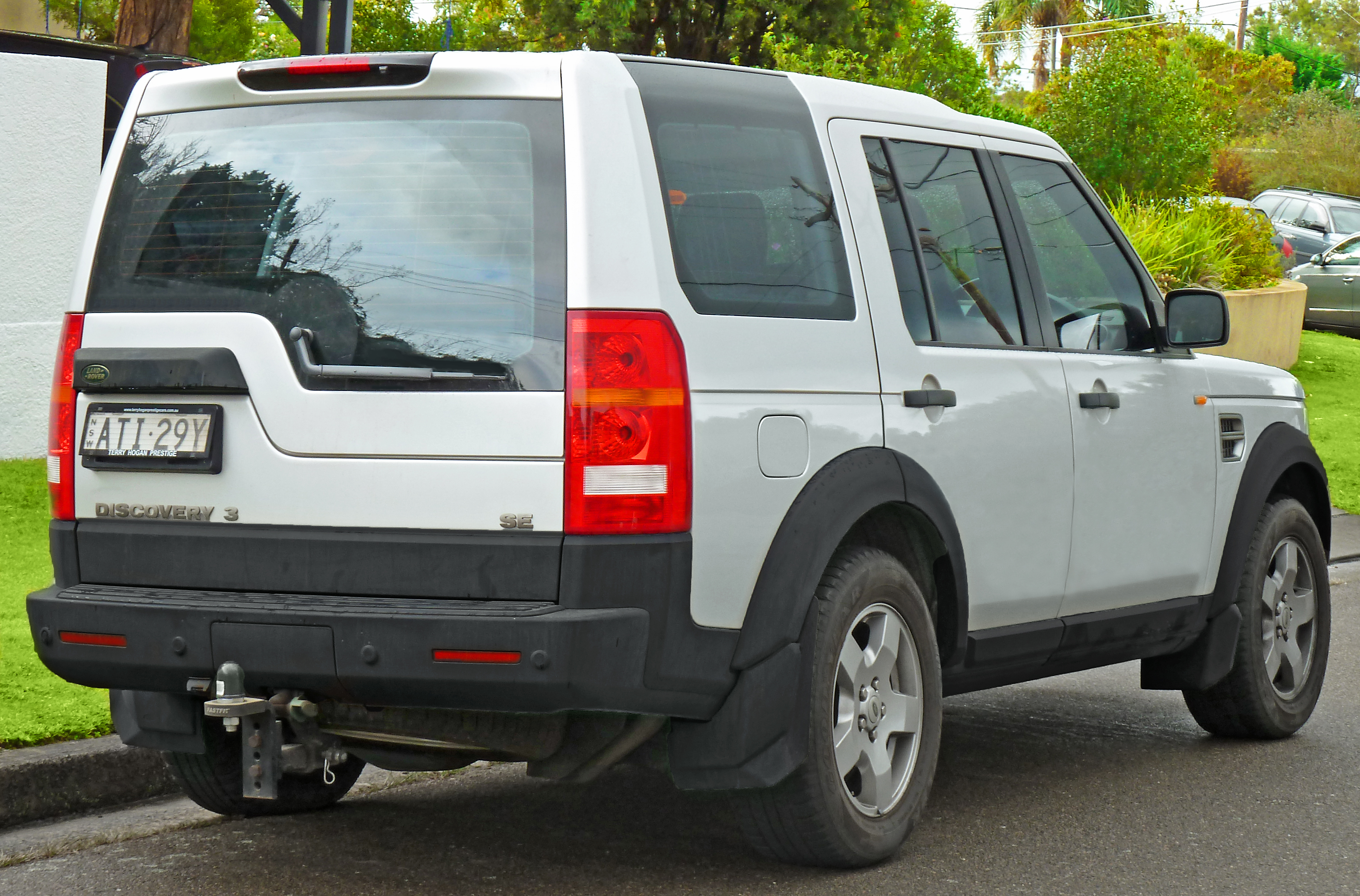
Land Rover Discovery 3 (2004—2009)

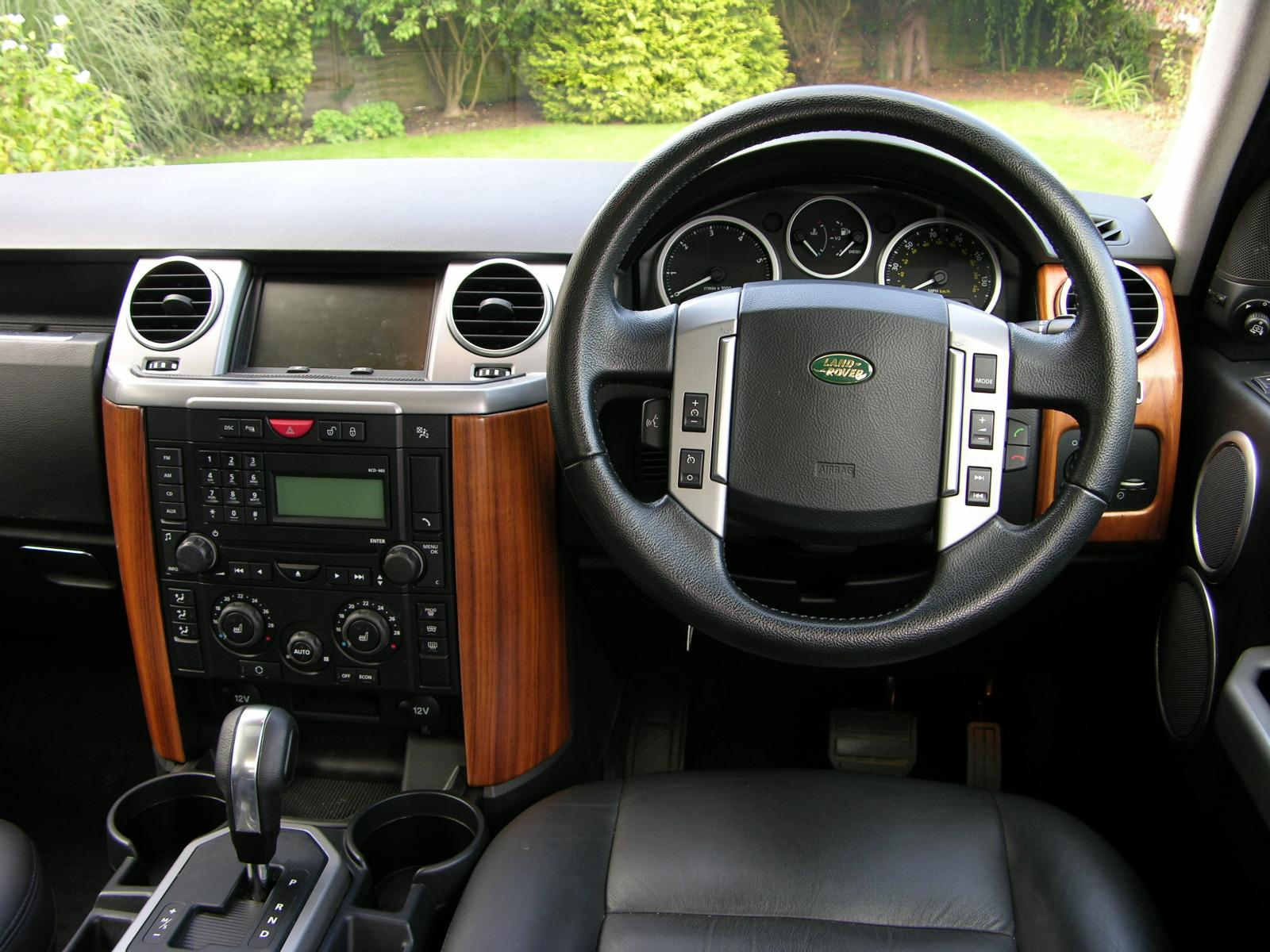
Салон Land Rover Discovery 3

У 2004 році відбулася презентація третього покоління Discovery. Причому в США модель почали продавати під новою назвою LR3. Незважаючи на кілька сотень конструктивних відмінностей, зовнішність автомобіля цілком пізнавана. Discovery III створений на базі платформи Range Rover з інтегрованою в силовий каркас кузова міцною рамою (технологія Body-Frame), що дозволило збільшити жорсткість кузова на кручення і значно поліпшити параметри керованості.
Discovery III оснащувався бензиновими агрегатами об'ємом 4,0 л (V6, 219 к.с.) від Ford Explorer, 4,4 л (V8, 300 к.с.) і 2,7-літровим дизелем (V6, 190 к.с.). Для бензинових версій пропонується тільки 6-ступінчастий «автомат», а для турбодизеля базовою вважається 6-ступінчаста «механіка».
Для моделі третього покоління розроблено систему Terrain ResponseTM, яка оптимізувала настройку автомобіля для будь-яких дорожніх умов і бездоріжжя.
У список оснащення входять ABS, система курсової стійкості DCS і система захисту від перекидання ARM, фронтальні, бічні та віконні подушки безпеки, розкішна аудіосистема. Крім цього, автомобіль буквально нашпигований такими відомими електронними пристроями, як ETC, EBD ну і, зрозуміло, HDC.
Всього виготовили 220 057 автомобілів.

### Двигуни
| Бензинові | Бензинові | Бензинові | Бензинові                        | Бензинові             | Бензинові             | Бензинові        |
| Модель    | Об'єм     | Циліндри  | Потужність                       | Крутний момент        | КПП                   | Роки виробництва |
| --------- | --------- | --------- | -------------------------------- | --------------------- | --------------------- | ---------------- |
| V6 4.0    | 4009 см³  | V6        | 161 kW (219 к.с.) при 4500 об/хв | 360 Нм при 3000 об/хв | 6-ст. АКПП            | 2005–2009        |
| V8 4.4    | 4394 см³  | V8        | 220 kW (299 к.с.) при 5500 об/хв | 425 Нм при 4000 об/хв | 6-ст. АКПП            | 06/2004–08/2007  |
| Дизельний |           |           |                                  |                       |                       |                  |
| Модель    | Об'єм     | Циліндри  | Потужність                       | Крутний момент        | КПП                   | Роки виробництва |
| TD V6 2.7 | 2720 см³  | V6        | 140 kW (190 к.с.) при 4000 об/хв | 440 Нм при 1900 об/хв | 6-ст. МКПП/6-ст. АКПП | 06/2004–07/2009  |

## Land Rover Discovery 4/ LR4 (2009—2017)

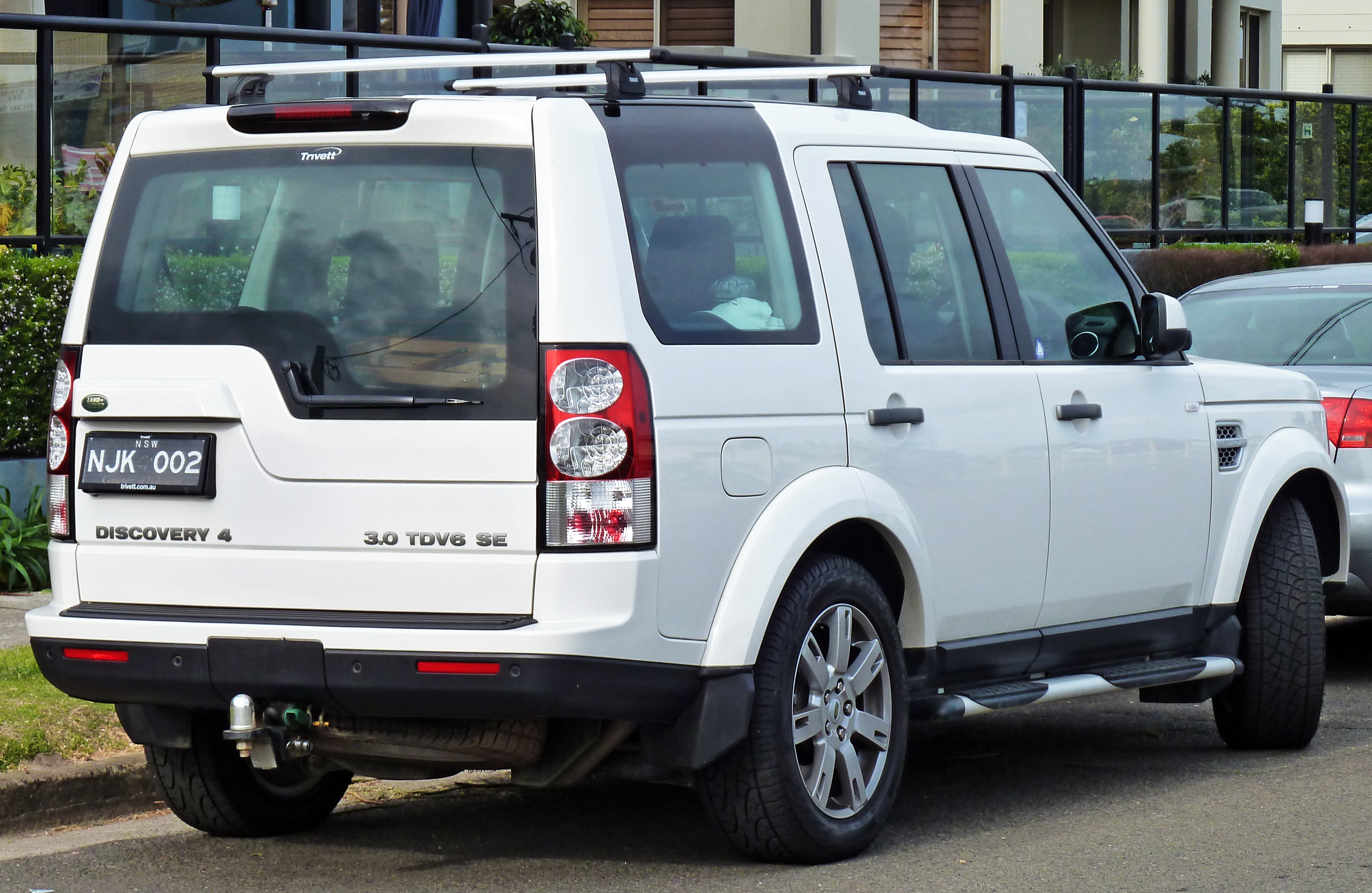
Land Rover Discovery 4 (2009—2013)

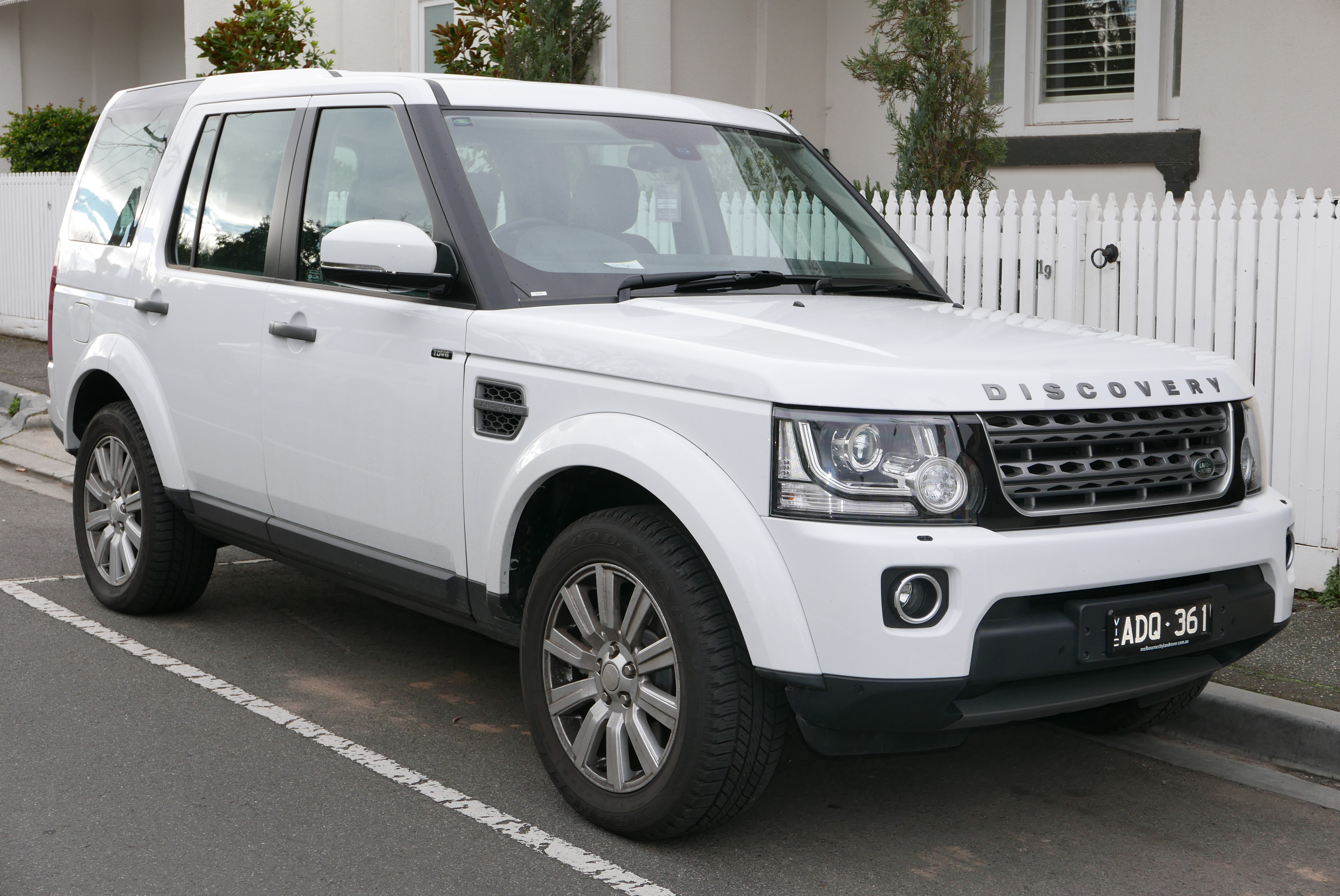
Land Rover Discovery 4 (2013—2017)

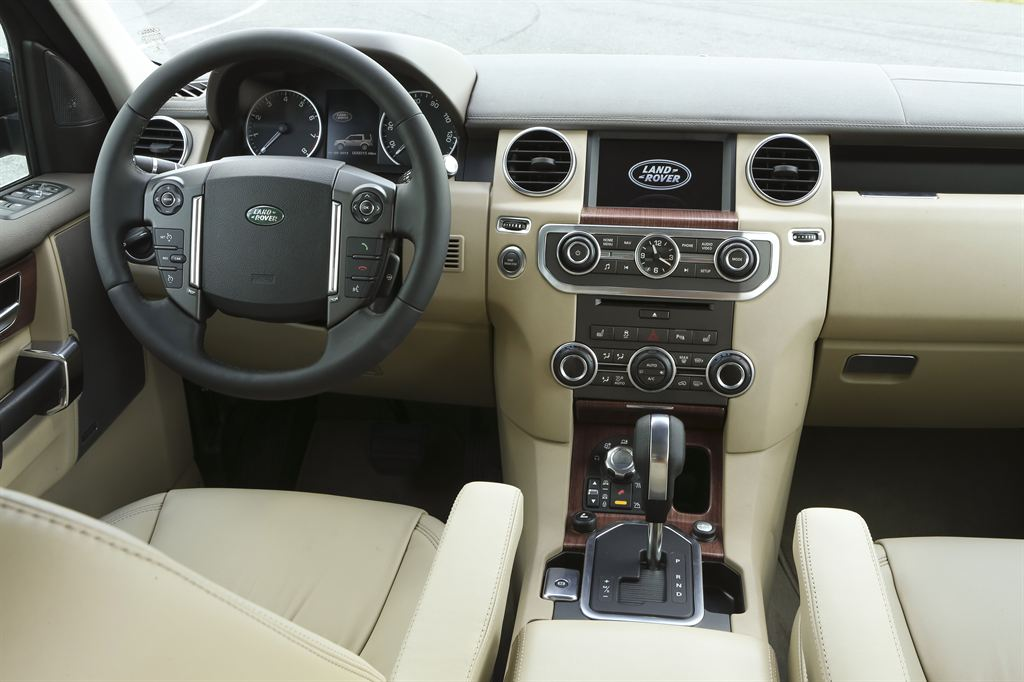
Салон Land Rover Discovery 4

У 2009 році нове, четверте покоління абсолютно універсальних 7-місних автомобілів Land Rover одержало назву — Discovery IV.
Змін в інтер'єрі набагато більше. Над внутрішнім оздобленням працювали майстри зі студії Conran Design Studio. Крісла, панель приладів, центральна консоль, оздоблювальні матеріали — все нове. Кожен елемент детально опрацьований, і це проявляється буквально у всьому. Дизайнери особливу увагу приділили ергономіці, якості оздоблювальних матеріалів, звукоізоляції і деталей. Центральна консоль позбулася незручних кутів і великої кількості кнопок, замість яких центральне місце займає кольоровий монітор з сенсорним управлінням. Дисплей багатофункціональний, на нього виводяться функції медіасистеми HarmanKardon з можливістю підключення iPod або USB, показання бортового комп'ютера, зображення з п'яти цифрових камер кругового відеоспостереження, карти навігації та багато іншого. Блок управління системою Terrain Response раніше розташовувався за селектором КПП, тепер заради зручності користування він переїхав ближче до центральної консолі.
Ходова частина перероблена для поліпшення асфальтових манер позашляховика. Стабілізатори поперечної стійкості стали товщі, а рульова рейка тепер зі змінним кроком. Позашляхова система Terrain Response змінила програму управління деяких режимів. Тепер в режимі «камені» колодки автоматично підводяться ближче до дисків, так скорочується час спрацьовування гальм. Переписаний алгоритм роботи програми «пісок» і режим блокування центрального диференціала.
Пневматична підвіска тепер входить в базову комплектацію. Гальмівна система стала більш ефективною за рахунок дисків більшого діаметра і плаваючих супортів — двохпоршневими спереду і однопоршневими ззаду. При русі з причепом дуже виручає допомогу електронних помічників Trailer Stability Assist (програма гальмування і контролю причепа) і Tow Assist (для буксирувальних маневрів).
Основним достоїнством Discovery IV став новий дизельний двигун LR-TDV6 3.0 з двома турбокомпресорами, що забезпечує зниження витрат палива на 9 % (комбінований цикл ЄС) і скорочення викидів CO2 на 10 % при збільшенні потужності на 29 %, в порівнянні з 2.7-літровим двигуном. Показники крутного моменту зросли ще більше, на 36 % — до 600 Нм — це були найвищі у світі показники для пасажирських автомобілів з серійними 6-циліндровими дизелями на момент випуску цієї версії Discovery. Ці параметри були перевершені лиш у 2017 році, коли компанією Mercedes-Benz був представлений новий високоефективний рядний шестициліндровий турбодизель — Mercedes-Benz OM656, в якому застосовується лише один турбонагнітач, а крутний момент складає 700 Нм.
В 2013 році модель модернізували, змінивши зовнішній вигляд і додавши в гаму новий 3,0 л бензиновий турбодвигун SCV6 потужністю 340 к.с. та 8-ст. АКПП ZF.
Базова комплектація Discovery включає в себе: функцію синхронізації телефону за допомогою Bluetooth, USB-порт, круїз-контроль і протитуманні фари, кнопку запалювання, двозонний клімат-контроль, задній парктронік, сенсорні двірники, фари денного світла, вісім подушок безпеки і функцію електронної стабілізації. 

### Двигуни
| Модель    | Роки випуску | Тип (Код)                                     | Потужність, Крутний момент                          |
| Бензинові | Бензинові    | Бензинові                                     | Бензинові                                           |
| --------- | ------------ | --------------------------------------------- | --------------------------------------------------- |
| 5.0l V8   | 2009-2013    | 4999 см3 V8 32v (AJ133)                       | 375 к.с. при 6500 об/хв, 510 Нм при 3500 об/хв      |
| 3.0l SCV6 | 2013-        | 2995 см3 V6 компресор (AJ126)                 | 340 к.с. при 6500 об/хв, 450 Нм при 3500-5000 об/хв |
| Дизельні  |              |                                               |                                                     |
| 2.7l TDV6 | 2009–2010    | 2720 см3 V6 turbo (Ford AJD-V6/PSA DT17)      | 191 к.с. при 4000 об/хв, 440 Нм при 1900 об/хв      |
| 3.0l TDV6 | 2011-        | 2993 см3 V6 twin turbo (Ford AJD-V6/PSA DT17) | 211 к.с. при 4000 об/хв, 520 Нм при 2000 об/хв      |
| 3.0l SDV6 | 2009-2011    | 2993 см3 V6 twin turbo (Ford AJD-V6/PSA DT17) | 244.5 к.с. при 4000 об/хв, 600 Нм при 2000 об/хв    |
| 3.0l SDV6 | 2011-        | 2993 см3 V6 twin turbo (Ford AJD-V6/PSA DT17) | 257 к.с. при 4000 об/хв, 600 Нм при 2000 об/хв      |

## Land Rover Discovery 5 (з 2017)

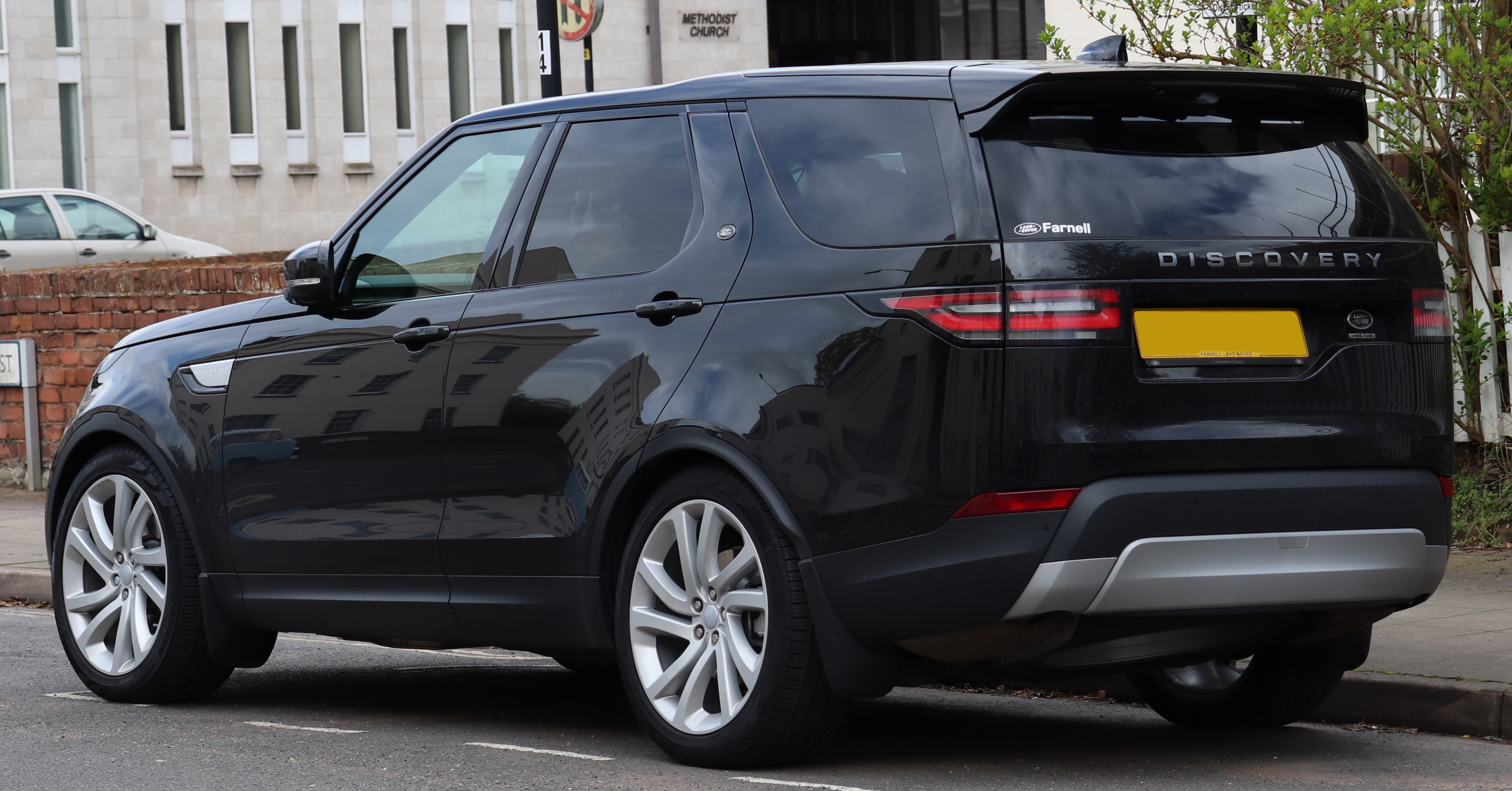
Land Rover Discovery 5

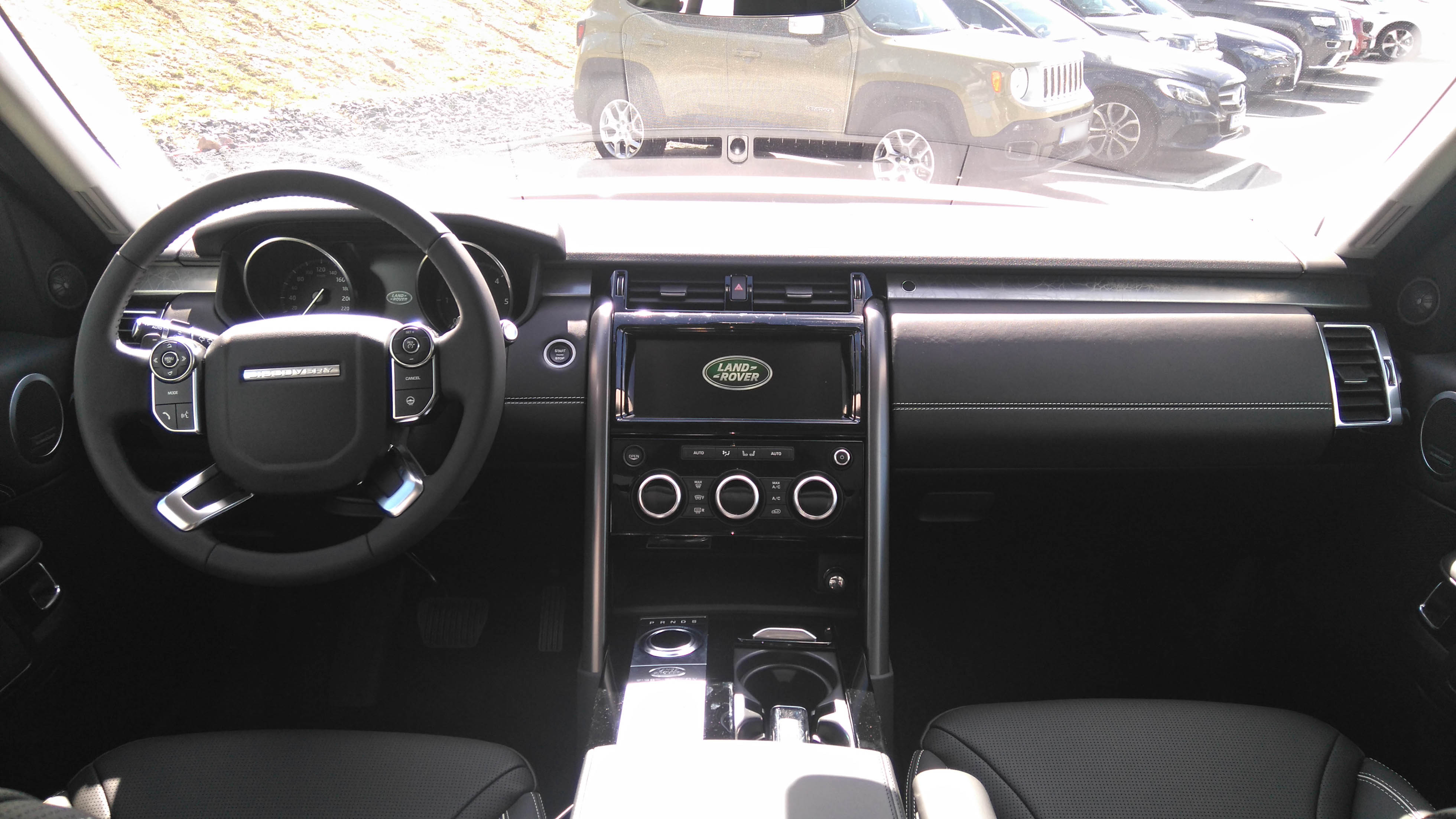
Салон Land Rover Discovery 5

На Паризькому автосалоні в вересні 2016 року дебютував Discovery п'ятого покоління (заводський індекс L462). Виробництво моделі здійснюється в Соліхаллі. Автомобіль є подібним на концепт-кар Vision Concept і збудований на алюмінієвій платформі D7u разом з Range Rover, самостійно розробленої компанією Jaguar Land Rover. Несучий кузов на 85 % зроблений з алюмінію, в основному марки А600, і зібраний на клеї і заклепках, без єдиного зварного шва. Частка сталевих деталей — 14 %, зі сталі виготовлені підрамники, а також двері — таку форму штампування, яку має вигин задніх дверей в районі кватирки, алюміній виконати не дозволяє. Зовнішня панель п'ятої дверки — композитна, а магнієвий сплав заради жорсткості кузова застосований в рамці радіатора. Жорсткість кузова на кручення — близько 23 000 Нм/град. Підвіска — пружинний варіант або пневматична, спереду — двоважільна, ззаду — багатоважільна. Привід постійний повний з конічним міжосьовим диференціалом з можливістю блокування дискової муфти. Передавальне відношення понижувальної передачі роздавальної коробки — 2,93:1. Є і версія з одноступінчастою «раздаткою» і диференціалом Torsen, який розподіляє крутний момент між передньою і задньою осями в співвідношенні 42:58. Блокування заднього диференціалу — опція.
Discovery тепер бере броди глибиною до 900 мм, на 200 мм глибше, ніж раніше. Позашляховий круїз-контроль All-Terrain Progress Control працює на швидкостях від 3,6 км/год на вищій передачі раздатки або 1,8 км/год на нижній.
У лінійку моторів увійшли дизельні Р4 2.0 л з сімейства Ingenium: TD4 (180 к.с., 430 Нм) і SD4 (240 к.с., 500 Нм), дизельний V6 TDV6 3.0 (249 к.с., 600 Нм) і бензиновий Si6 V6 3.0 з приводним нагнітачем (340 к.с., 450 Нм), що агрегатуються з 8-ступінчастою АКПП ZF.
У п'ятимісному варіанті, об'є багажного відсіку складає 1231л, максимальна вмісткість — 2500 л.
У 2018 році в стандартній комплектації став доступний 10-дюймовий сенсорний екран, а також з'явилися центральний дисплей і турбодизель. Land Rover додав додаткові стандартні функції для моделей 2019 року, в тому числі системи допомоги в утриманні смуги руху і попередження при перехресному русі ззаду. У 2020 році Land Rover додали сервіси Apple CarPlay, Android Auto і систему моніторингу сліпих зон в список стандартних функцій. Проте, Discovery 2020 року має трохи менше вантажного простору, ніж попередня модель, а система навігації більше не є частиною базової комплектації.
У 2021 році Discovery отримав оновлену інформаційно-розважальну систему Pivi Pro з HD-дисплеєм діагоналлю 11,4 дюйми. Вона підтримує Android Auto і Apple CarPlay та оновлюється по бездротовій мережі. Мультимедійна система Land Rover Discovery 2022 дозволяє під'єднувати через Bluetooth одночасно два смартфони, а також пропонує власну eSIM. З 2023 року Land Rover робить адаптивний круїз-контроль та бездротову зарядку смартфона стандартними для усіх версій Discovery.

### Двигуни
- 2.0 л Si4 I4 turbo 300 к.с., 400 Нм
- 2.0 л P300 I4 turbo 300 к.с., 400 Нм
- 3.0 л Si6 AJ126 V6 supercharged 340 к.с., 450 Нм
- 3.0 л P360 AJ126 V6 supercharged 360 к.с., 500 Нм
- 2.0 л TD4 Ingenium I4 turbodiesel 180 к.с., 430 Нм
- 2.0 л SD4 Ingenium I4 biturbodiesel 240 к.с., 500 Нм
- 3.0 л D250 MHEV Ingenium I6 249 к.с. 601 Нм
- 3.0 л TD6 AJD V6 turbodiesel 258 к.с., 600 Нм
- 3.0 л D300 MHEV Ingenium I6 300 к.с. 650 Нм
- 3.0 л SD6 AJD V6 biturbodiesel 306 к.с., 700 Нм

## Land Rover Discovery Sport (з 2014)

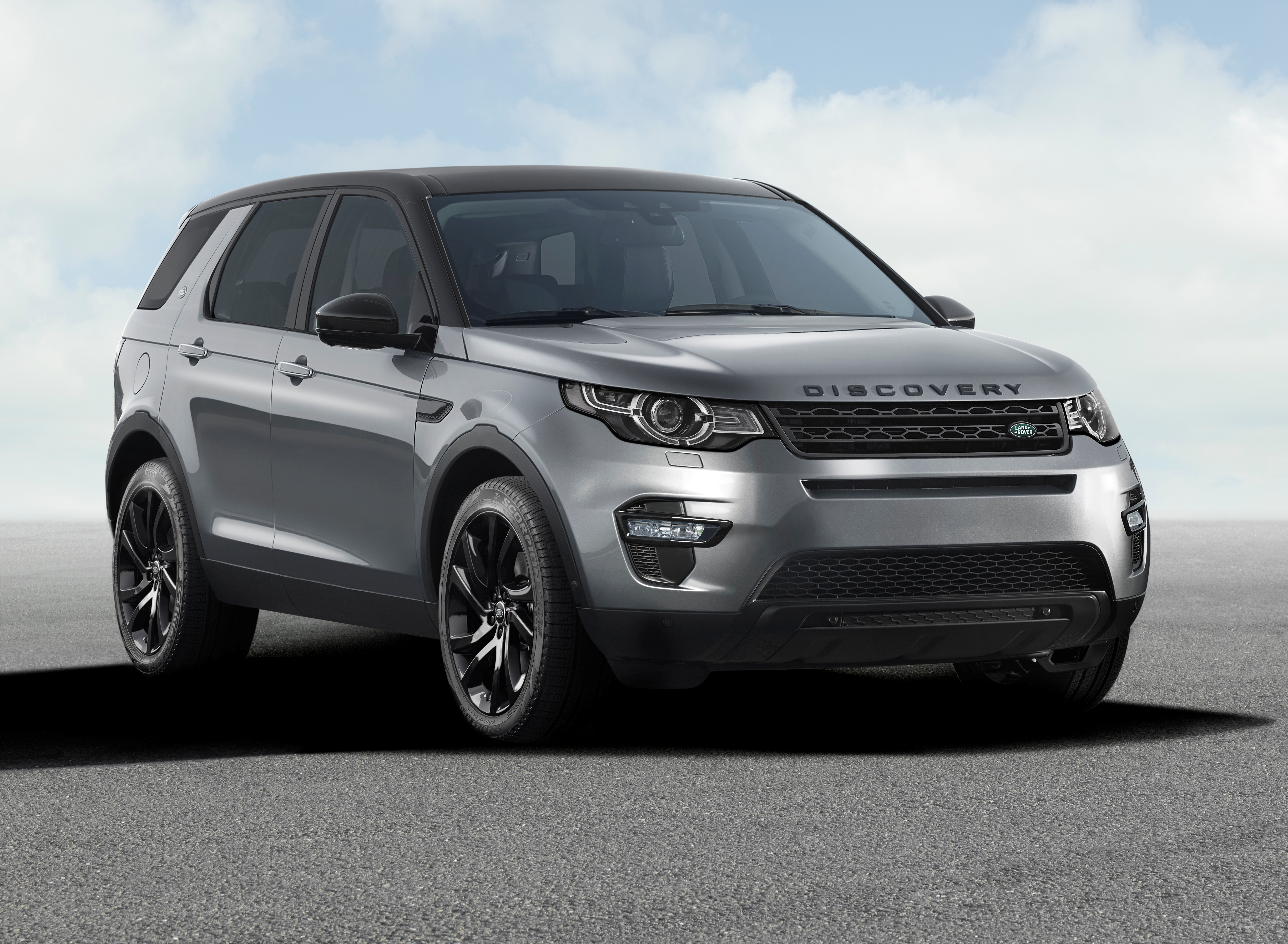
Land Rover Discovery Sport

В жовтні 2014 року на автосалоні в Парижі дебютує Land Rover Discovery Sport, який буде мати 7-місну версію, займе нішу на сходинку нижчу від Land Rover Discovery і замінить Land Rover Freelander. Автомобіль подібний на концепт-кар Land Rover Discovery Vision Concept, який є праобразом Land Rover Discovery п'ятого покоління.

## Продажі в світі[3]
| Рік  | Автомобілів |
| ---- | ----------- |
| 2009 | 37,909      |
| 2010 | 54,833      |
| 2011 | 51,954      |
| 2012 | 48,332      |
| 2013 | 57,691      |